# How Could You Babe
How Could You Babe is een single van de Canadese zanger Tobias Jesso Jr. uit 2015. Het stond in hetzelfde jaar als tweede track op het album Goon, waar het de tweede single van was na Hollywood.

## Achtergrond
How Could You Babe is geschreven door Tobias Jesso Jr. en geproduceerd door Chet White. Het is een nummer uit het genre softrock waarin de zanger zingt over een vrouw die hem verlaten heeft voor een ander. De zanger schreef het lied in een periode dat hij naar Los Angeles was verhuisd om daar als artiest door te breken. Dit mislukte, evenals de relatie met de vrouw die hij daar had. Hij ging vervolgens terug naar Vancouver en schreef het nummer. De zanger vertelde dat het lied is gebouwd rondom het refrein, welke hij eerst is zijn hoofd had en vervolgens woorden eromheen zette. Het lied vergaarde bekendheid nadat Adele over het lied en de zanger tweette.

## Hitnoteringen
Het lied haalde nergens de hitlijsten, maar in beide delen van België werden wel tiplijsten gehaald. Het kwam tot de 25e plaats in de Waalse Ultratip 100 en tot de tiende in die van Vlaanderen.